# Zamachy w Niedzielę Palmową (2017)
Zamachy na koptyjskie kościoły – seria zamachów dokonanych przez Państwo Islamskie 9 kwietnia 2017, w czasie Niedzieli Palmowej, na kościoły koptyjskie w Tancie oraz w Aleksandrii. Łącznie zginęło 45 osób, a ponad 136 odniosło obrażenia.
Do pierwszego zamachu doszło na terenie kościoła w delcie Nilu. Zginęło 28 osób, a 70 osób odniosło obrażenia.
Do zamachu doszło także w nadmorskiej Aleksandrii, przed katedrą koptyjską. Zginęło tam 17 osób, a 45 doznało obrażeń ciała. Po tym zdarzeniu prezydent Abd al-Fattah as-Sisi wprowadził 3-miesięczny stan wyjątkowy.